# Palanca de control lateral

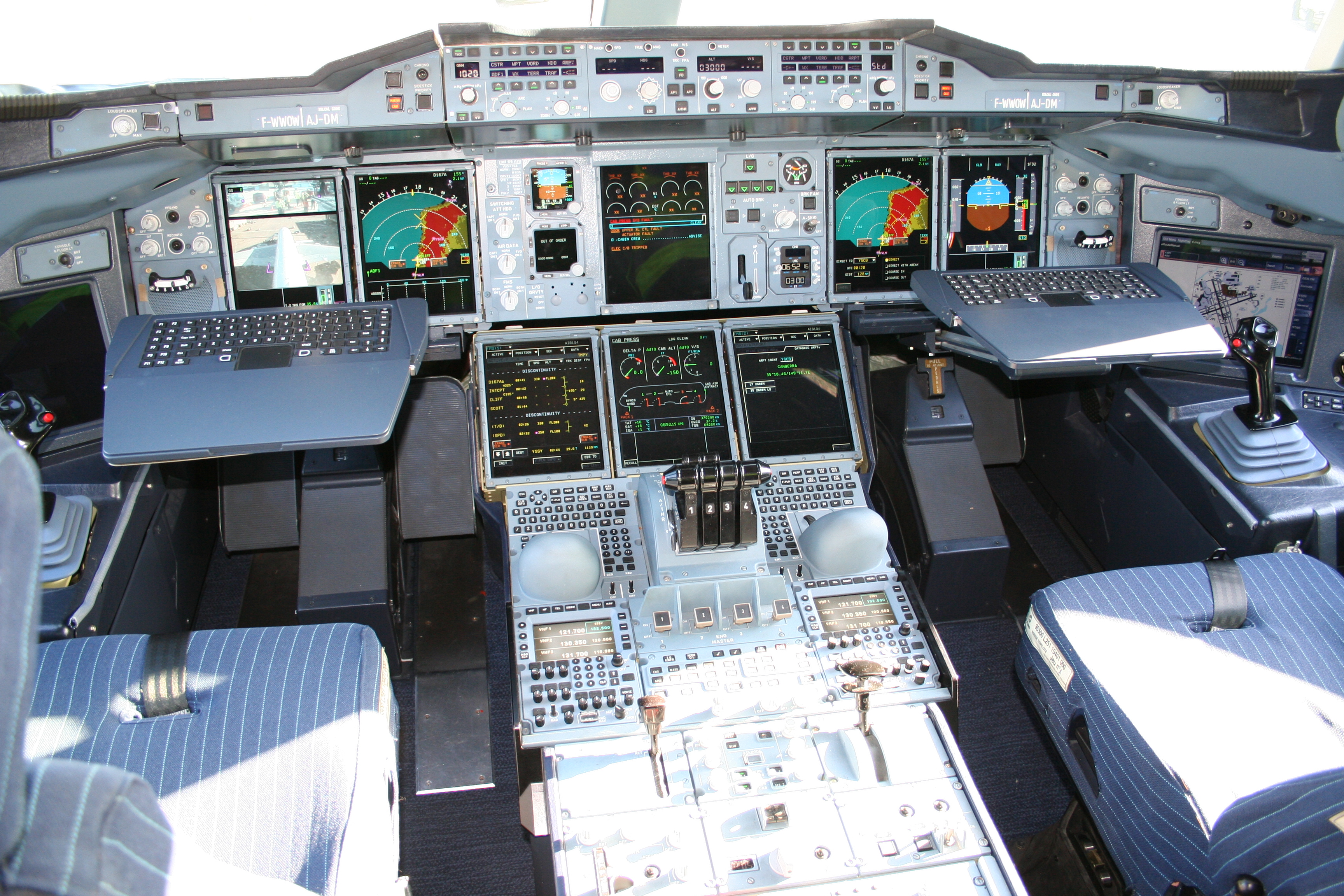
Cabina de vuelo del Airbus 380 con palancas de control laterales.

Palanca de control lateral es una configuración de cabina de vuelo donde la columna de control, o palanca de control, está ubicada a un lado del piloto, normalmente a la derecha (o en los lados de fuera en una cabina para dos pilotos).
Los mandos de gas normalmente están ubicados en el lado izquierdo del piloto (o en la zona central en una cabina para dos pilotos).
La palanca de control lateral es usada en muchos aviones militares a reacción modernos como el F-16 Fighting Falcon, el F-35 Lightning II, el F-22 Raptor y el Su-37 Flanker-F, y también en aviones civiles como los modelos A320 y posteriores de Airbus, incluyendo el avión de pasajeros más grande en servicio, el Airbus A380.
Esta configuración contrasta con el diseño más convencional, donde la palanca de control está situada en el centro de la cabina entre las piernas del piloto, la palanca de control central.